# Ambroise Louis Garneray
Pour les articles homonymes, voir Garneray.
Ambroise Louis Garneray, né le 19 février 1783 à Paris et mort le 11 septembre 1857 dans la même ville, est un corsaire, peintre de marine, dessinateur, graveur et écrivain français, précurseur du roman d'aventure maritime. Il connaît une vie d’aventurier avec Surcouf et Dutertre, il est huit ans prisonnier des Britanniques.

## Biographie

### Le marin
Fils aîné de Jean-François Garneray, peintre du roi, qui fut élève de Jacques-Louis David, Ambroise Louis Garneray est né rue Saint-André-des-Arts, dans le quartier latin. À l’âge de treize ans, il s’engage dans la marine comme pilotin à l'incitation de son cousin, Beaulieu-Leloup, capitaine de la frégate La Forte et embarque à Rochefort pour donner corps à ses rêves d’aventures et de gloire. Il part pour l’océan Indien avec la division de frégates Sercey à laquelle appartient La Forte.
Toute sa carrière maritime se déroule dans l’océan Indien avec l’île de France (actuelle île Maurice) et accessoirement l’île Bourbon (la Réunion) comme bases. Il participe aux différentes campagnes de la division Sercey et connaît son baptême du feu lors de la bataille contre les vaisseaux de ligne Arrogant et Victorious. Il sert ensuite en 1798 sur la corvette Brûle Gueule qui croise en compagnie de la frégate La Preneuse. Au retour de la croisière, il participe au second combat de la Rivière Noire où les deux modestes bâtiments français réussissent à repousser deux vaisseaux britanniques. En 1799, il est timonier et « premier peintre du bord » sur La Preneuse sous les ordres du capitaine Jean-Marthe-Adrien Lhermitte. La frégate est la dernière force officielle française de tout l'océan Indien. Cette croisière va de catastrophe en désastre, malgré un combat exceptionnel contre le vaisseau britannique Jupiter. Au retour à l'île de France, alors que son équipage est décimé par le scorbut, La Preneuse échouée et démâtée doit se rendre aux forces britanniques faisant le blocus de l'île. Louis Garneray échappe à la captivité en regagnant la côte à la nage. Malgré le désastre de la campagne, Garneray gardera une admiration sans borne et une grande amitié pour le capitaine Lhermitte qu'il continuera à visiter jusqu'à la mort de celui-ci en 1826.

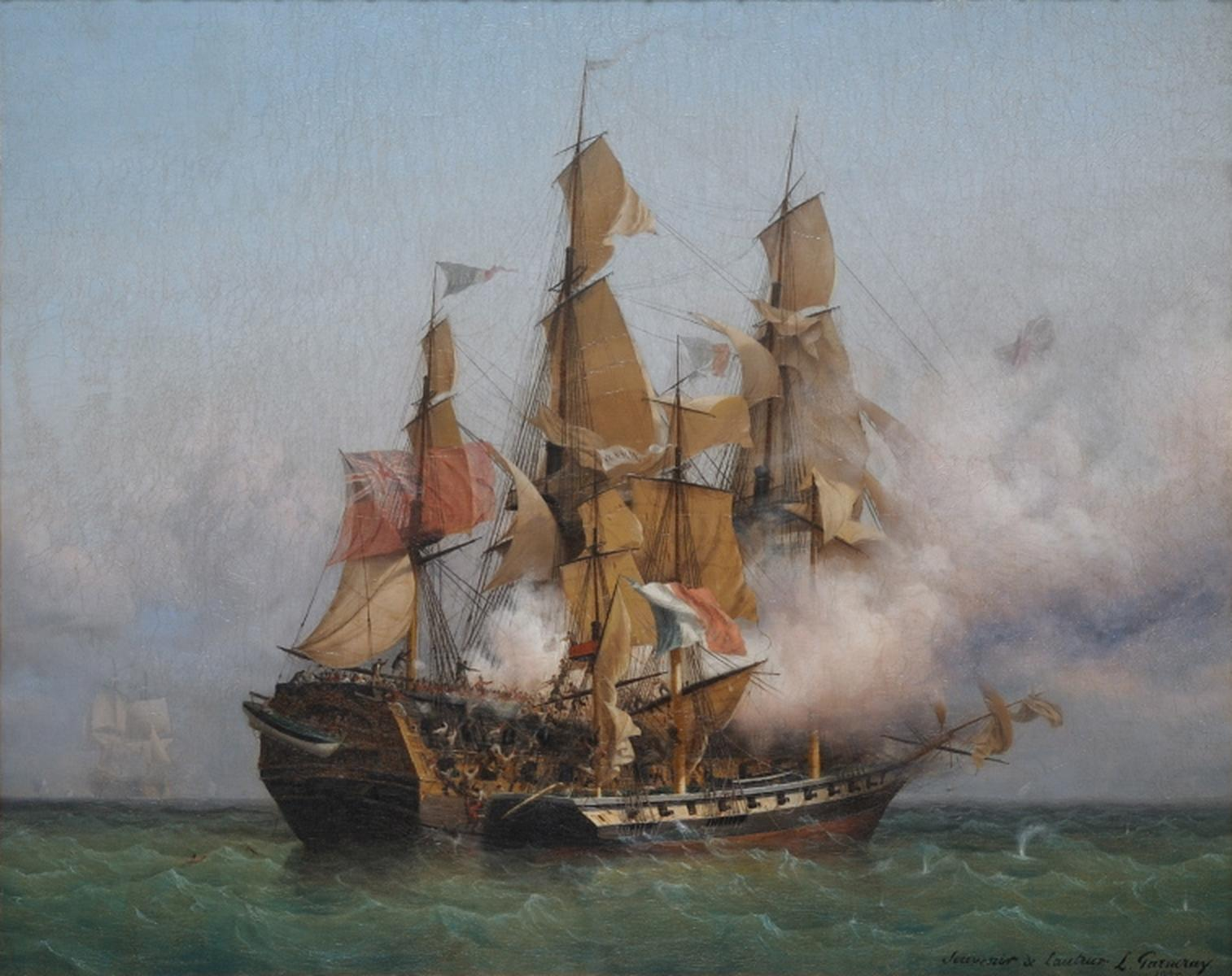
Garneray : Prise du Kent par Surcouf.

Faute de navires officiels, il s’engage sur La Confiance de Surcouf comme enseigne, d’avril à décembre 1800. Il participe à la prise à l'abordage du Kent, vaisseau britannique, l’exploit le plus célèbre du corsaire, en octobre 1800. Ce sera la seule occasion pour laquelle Garneray gagnera un peu d’argent en tant que marin.
Au retour en 1803, malgré ses dénégations peu crédibles dans ses mémoires écrites bien des années plus tard, et alors que la traite des Noirs est interdite depuis la première abolition de l'esclavage en 1794, il investit ses parts de prise dans un bâtiment négrier La Doris sur lequel il est capitaine en second. Dans son livre de mémoires Le négrier de Zanzibar, il raconte une sanglante révolte d'esclaves sur ce navire avec plus d'une centaine de morts dénombrés parmi les captifs.
Il navigue sur différents navires marchands pendant la paix d'Amiens, puis sert à la reprise de la guerre franco-britannique sur un cotre, Le Pinson basé à l'île Bourbon. Il remplace le commandant décédé, mais fait naufrage peu après. Il sert ensuite sur le corsaire le Tigre du Bengale et enfin sur la frégate l'Atalante attachée à l'escadre de Linois. Un certain « Ambroise Garnarai » est indiqué comme novice de la corvette la Brule-gueule, en 1804-1805. Il est ensuite sur la Belle Poule prise en mars 1806 en même temps que le vaisseau le Marengo, alors que Linois essaie de regagner la France. Blessé, il est conduit au Royaume-Uni et passe les huit années suivantes dans l'enfer des pontons en rade de Plymouth : successivement sur le Protée, la Couronne et la Vengeance. Il met cet enfermement à profit pour peindre, ce qui lui permet d’améliorer son ordinaire, grâce aux commandes d’un marchand de tableaux britannique.

« Excepté la piraterie, je crois que j'ai pratiqué à peu près tous les genres de navigation. »

### L'artiste

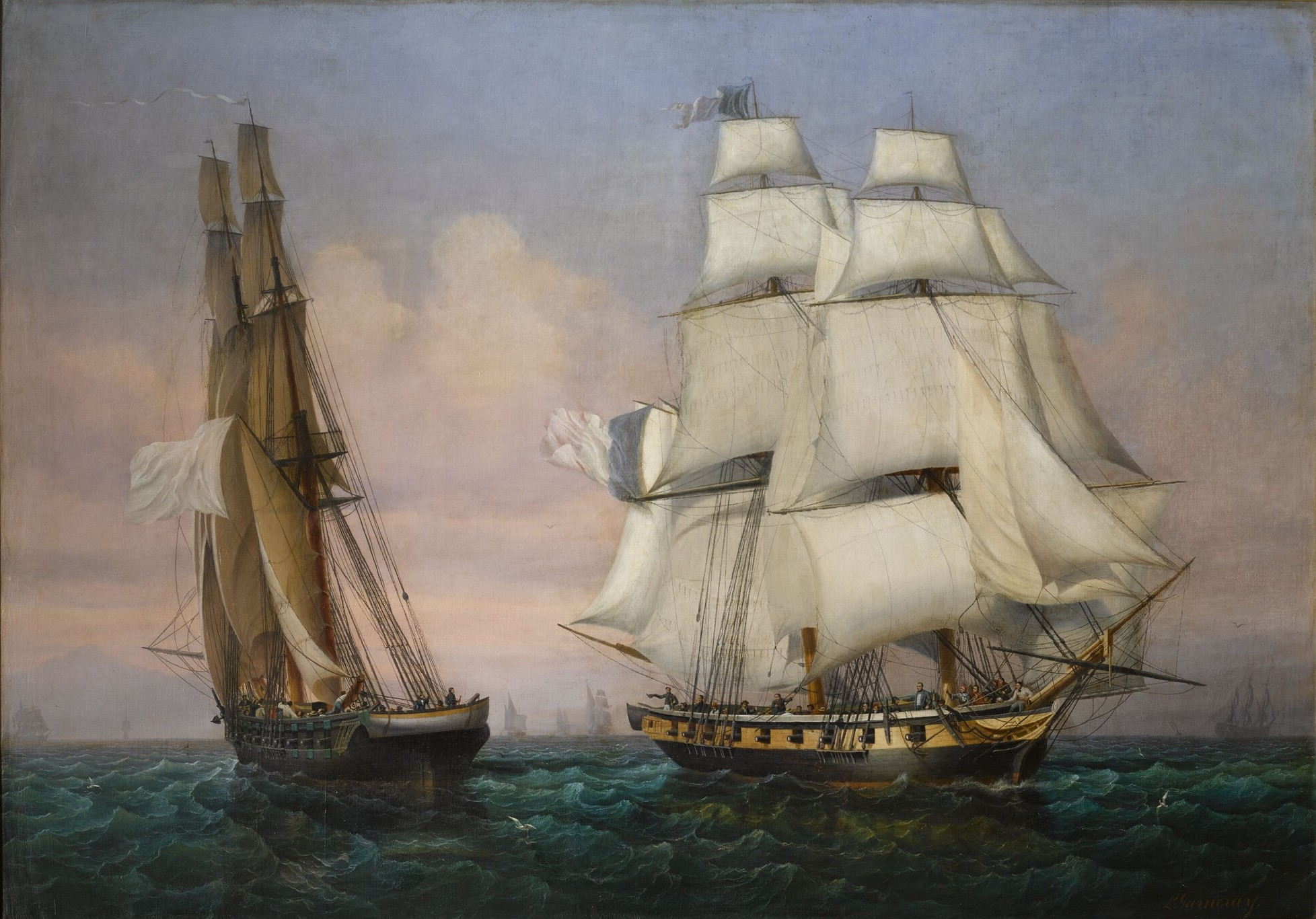
Garneray : Retour de l'île d'Elbe.

En 1814, la guerre prend fin, libéré le 18 mai, à son retour du Royaume-Uni, il ne trouve pas d’emploi dans la marine commerciale et reste à Paris où il se consacre à la peinture. Probablement grâce à l'un de ses frères, lui-même peintre et graveur et qui a ses entrées dans l'entourage de l’Empereur de retour, il reçoit sa première commande officielle : la rencontre de l'Inconstant et du Zéphir, anecdote du retour de l'île d'Elbe. En fait, il ne réalisera cette toile qu'en 1834, car il juge plus opportun dans l’immédiat de la Seconde Restauration de peindre une « Descente des émigrés français à Quiberon » qui lui permet d’exposer au Salon de Paris de 1815. Il sera toutes les années suivantes un habitué de ce Salon.
Employé par le duc d’Angoulême, alors grand amiral de France, il devient par concours son peintre attitré en 1817. Il peut être rattaché au corps des peintres officiels de la Marine, qui ne sera constitué qu'en 1830, et auquel il n'appartient pas. Entre 1821 et 1830, il se rend dans de nombreux ports de France où il réalise d’innombrables croquis qui serviront de base à des gravures ou des toiles. Il illustre aussi la bataille de Navarin.
En 1832, il est nommé directeur du musée de Rouen. Puis, il intègre la Manufacture nationale de Sèvres. Il développe dans les années 1830 un nouveau procédé de peinture, l'aquatinte, et développe aussi une importante activité de gravure. Dans les années 1840, sa renommée semble s'être estompée et il perd la plupart de ses appuis politiques et vit assez pauvrement. Proche de Napoléon III, dont il avait participé au coup d'État manqué de Strasbourg, il connaît un bref retour de gloire au début du Second Empire : il reçoit la Légion d'honneur en 1852 des mains du vice-amiral Jacques Bergeret et est même reçu par l'Empereur.

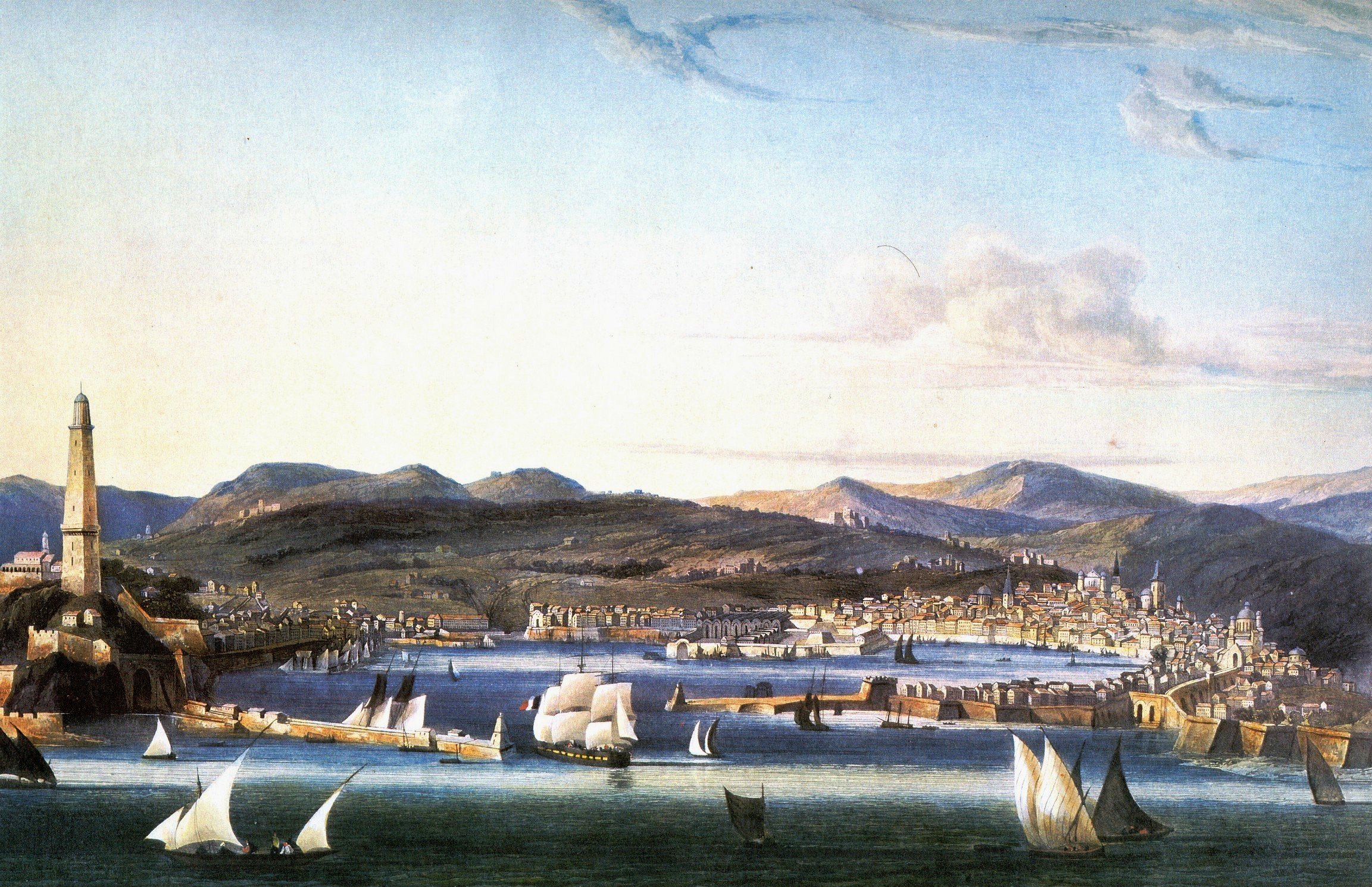
Vue de Gênes par Garneray, v. 1810.

Atteint d’un tremblement qui l’empêche d’écrire et qui complique son travail de peintre, il meurt quelques mois seulement avant le mystérieux assassinat de son épouse. Garneray est inhumé au cimetière de Montmartre (7e division), où l’un de ses proches lui a consacré une stèle sculptée de motifs rappelant divers aspects de sa vie (entre autres une palette de peinture, un mât de bateau et la croix de la Légion d'honneur).
L’œuvre picturale de Garneray se compose de 141 tableaux, 176 gravures (principalement au lavis ou à l'aquatinte) et 22 aquarelles. Une partie de ses travaux est directement inspirée par sa vie aventureuse, telle la toile La Prise du Kent par Surcouf, l’autre entre dans le cadre de sa fonction de peintre de la marine, dans la droite ligne de Claude Joseph Vernet et Nicolas Ozanne. Il réalise notamment 64 vues de ports français et 40 vues de ports étrangers (gravures), à la suite des voyages effectués dans les années 1820. Certaines d’entre elles sont données à la Chambre de Commerce de Paris par l’industriel chocolatier Meunier. Le musée des Beaux-Arts de Brest présente deux œuvres : le naufragé (1838, huile sur toile) et la troisième bataille d'Ouessant (1838, huile sur toile).
Ses deux frères Hippolyte et Auguste, ainsi que sa sœur Pauline, ont également pratiqué la peinture, dans une moindre mesure. Cela explique les variations de signatures (tantôt Garneray, tantôt Garnerey), qui devaient servir à distinguer l'un ou l'autre des membres de cette dynastie de peintres.
Dans son livre Moby Dick (1851), l'écrivain américain Herman Melville critique sévèrement les différentes représentations des cétacés, cachalots et baleines, réalisées par les différents peintres mondiaux, à l'exception de deux estampes françaises faites d'après les peintures de Garneray. « Entre toutes, et de très loin les meilleures et les plus réussies des gravures donnant des baleines et des scènes de pêche, même si quelques petits détails ne sont pas d'une précision très absolue, ce sont deux estampes françaises, faites d'après les peintures d'un certain Garneray ». Un peu plus loin l'auteur américain précise : « Qui est ce Garneray ? le peintre, où qui il fut, je l'ignore. Mais je suis prêt à jurer sur ma vie ou bien qu'il a réellement pratiqué son sujet, ou bien qu'il a été merveilleusement conseillé et enseigné par un baleinier de longue expérience ».

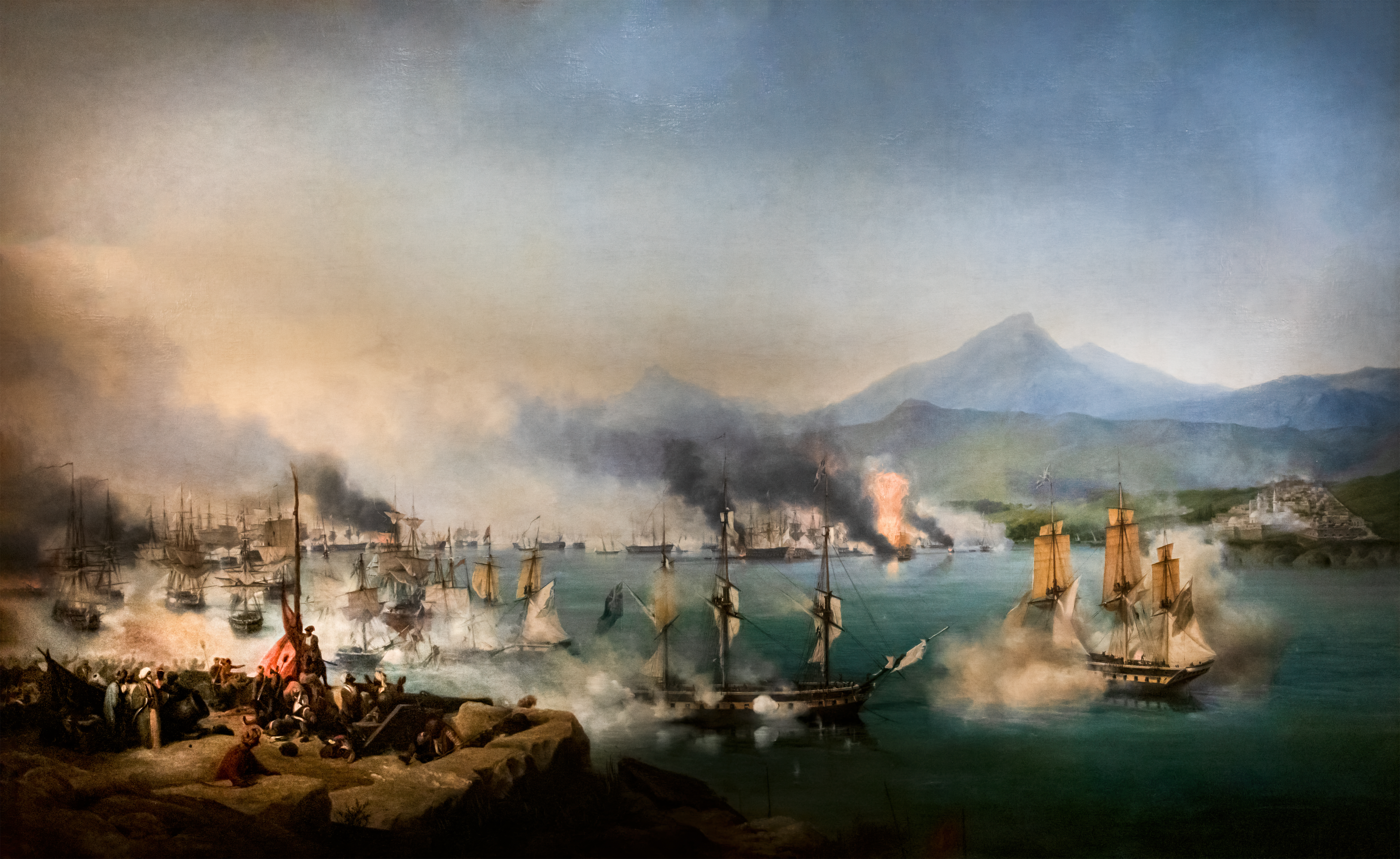
La bataille de Navarin - Musée des Beaux-Arts de Narbonne[7].
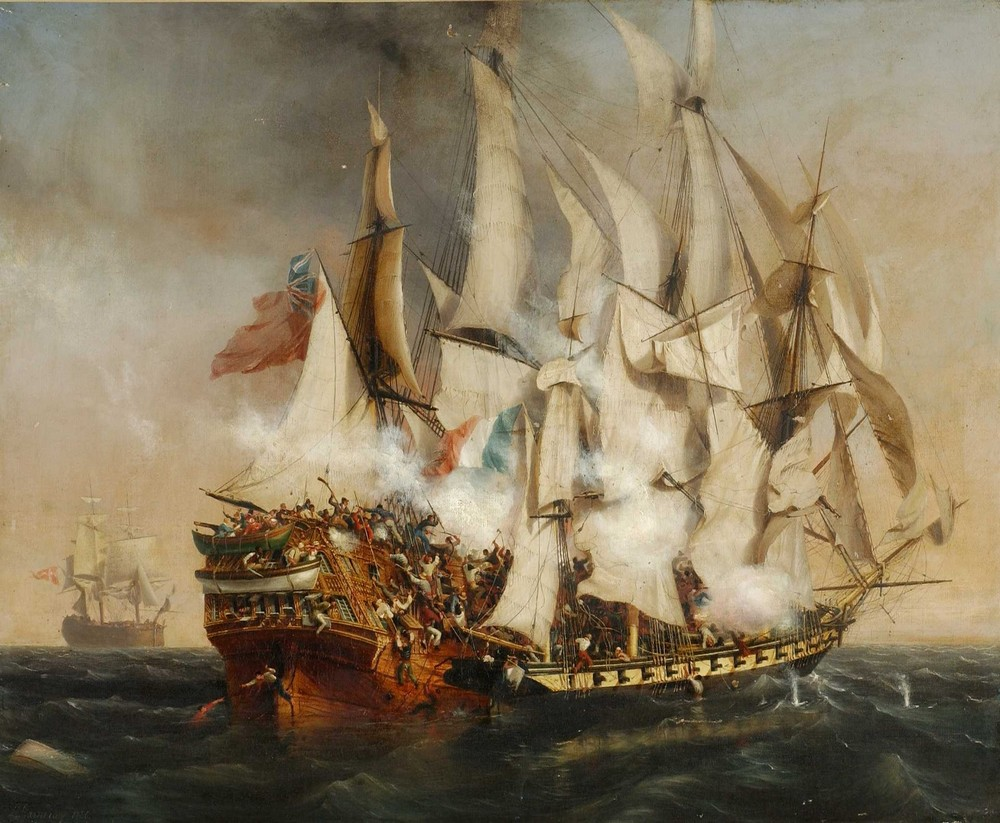
Combat naval - l'Abordage du Kent de Garneray (1836) musée de La Roche-sur-Yon.
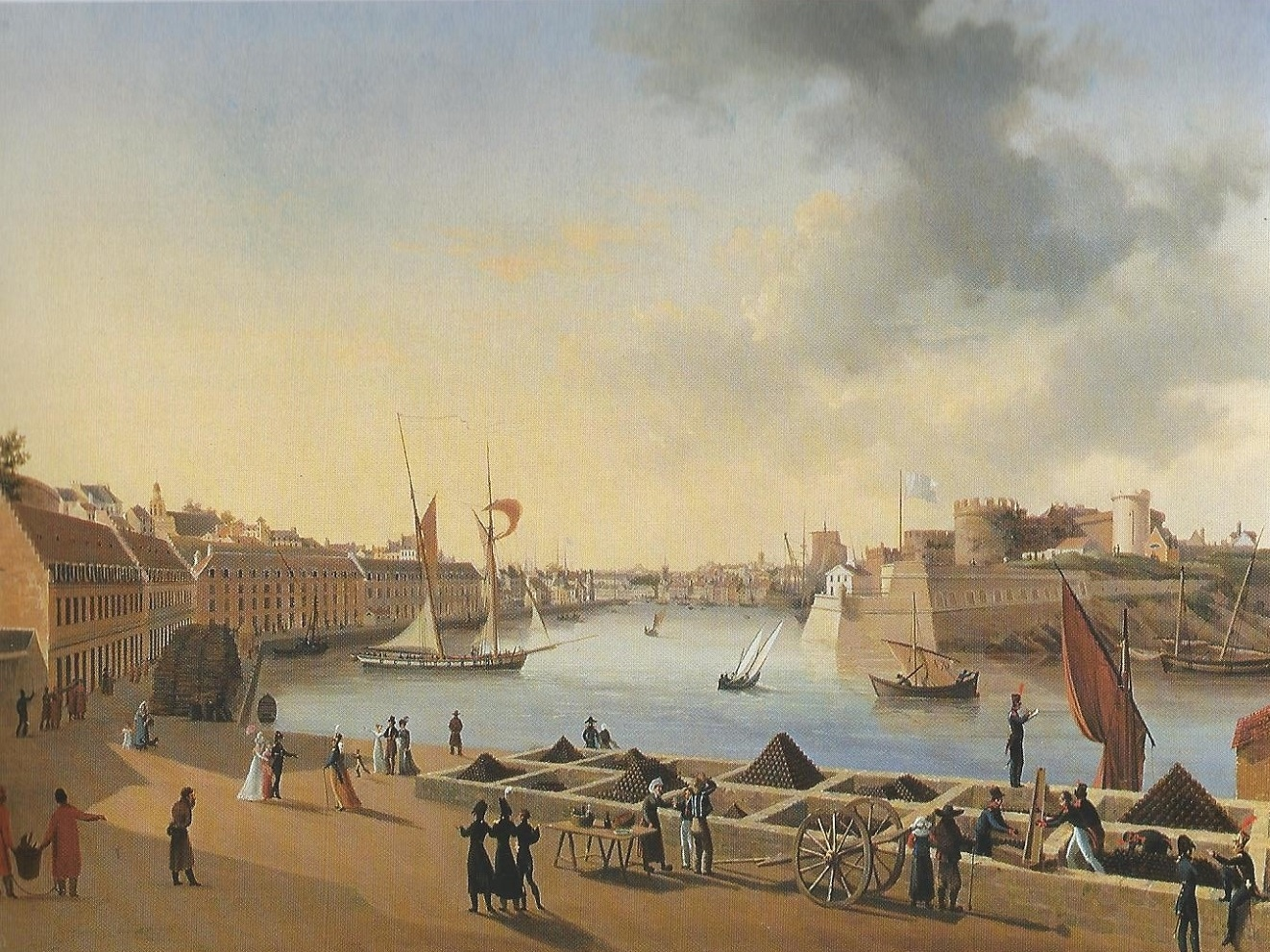
Vue du port de Brest prise du parc aux vivres (1821, Paris, Chambre de commerce et d'industrie).
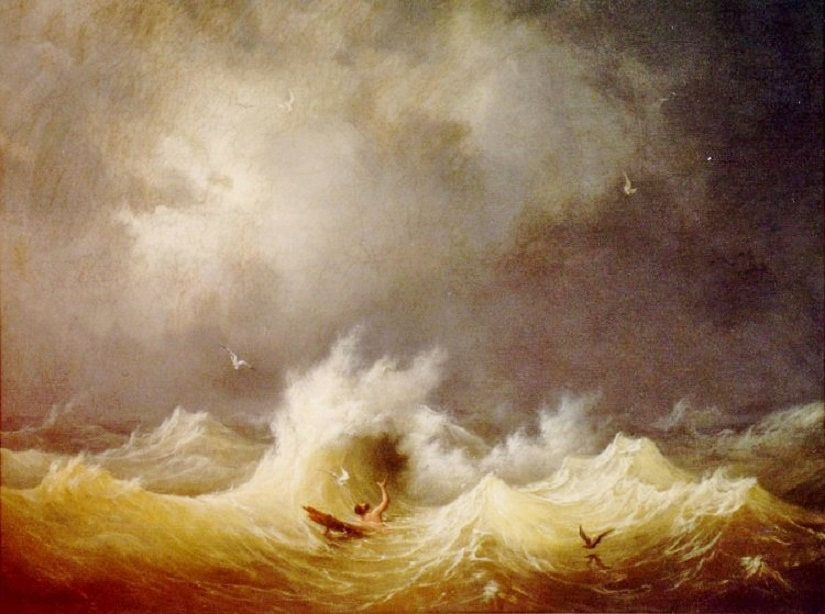
Le Naufragé (Musée des beaux-arts de Brest).
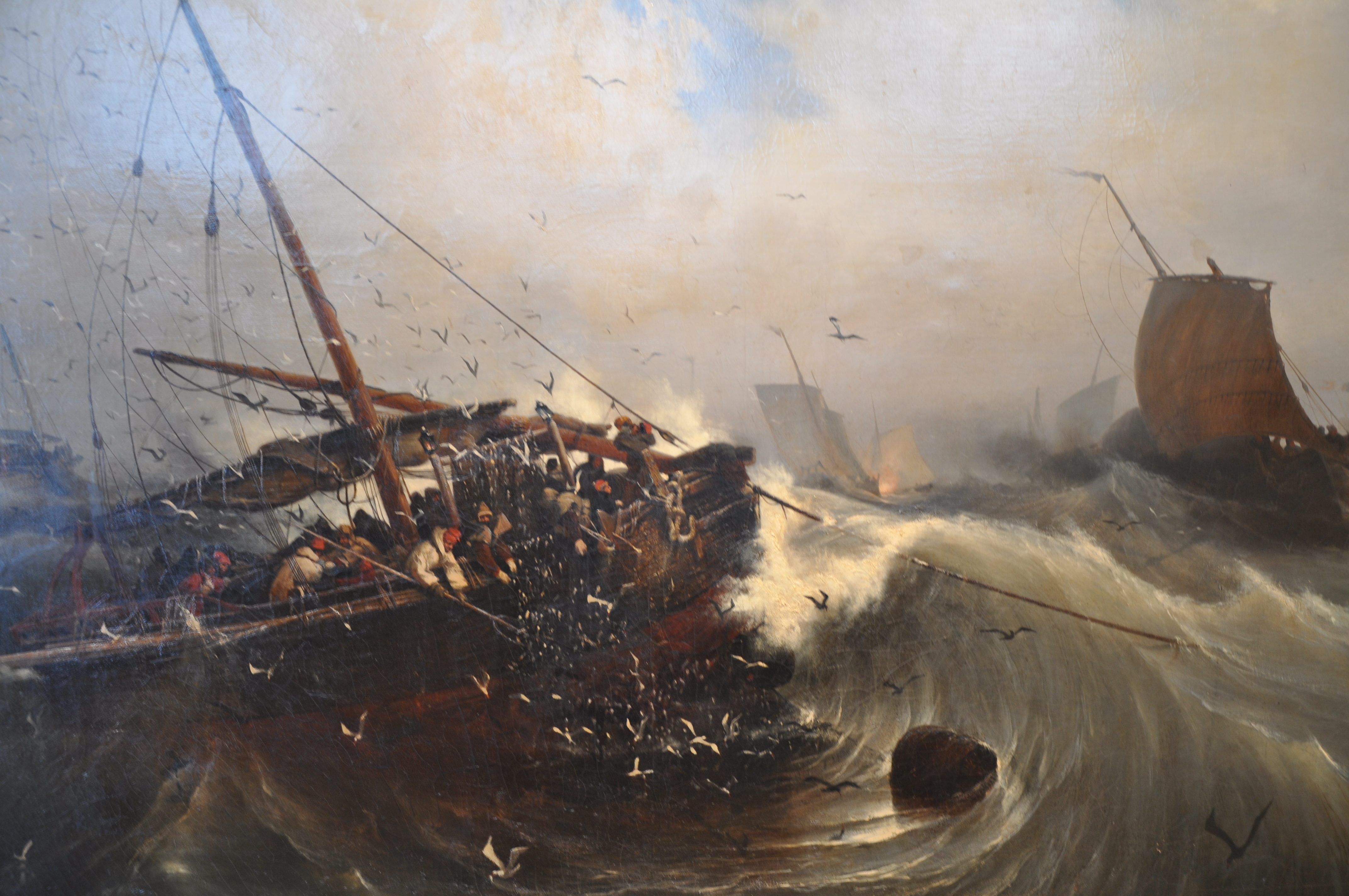
La Pêche au hareng.

### L’écrivain
De ses aventures maritimes, il a fait des récits fougueux qui en font l’un des précurseurs du roman d’aventure maritime. Batailles, abordages, navires coulés, il décrit aussi la vie à bord que ce soit en tant que marin de la Royale ou en tant que corsaire ; mémoires également si soucieux de vérité qu'ils ne parurent au XIXe siècle que sous des éditions édulcorées. Ses ouvrages, dans leur version la plus authentique, comblent les attentes de tout amateur de biographies héroïques et d'histoire maritime. La vie des prisonniers français sur les pontons britanniques sera aussi décrite.
Dès son séjour à Rouen, il commence à publier quelques articles sur ses souvenirs de mer et de captivité. Il adresse au ministère de l’Éducation en 1847 une série de récits manuscrits qu’il a rédigés à partir de ses propres souvenirs ainsi que d’histoires d’autres marins dont il avait eu connaissance dans l’océan Indien, pour qu’il en soit fait usage pour « l’édification de la jeunesse ». Le ministère lui adresse un refus poli.
Sa célébrité posthume viendra d’éditeurs qui, dans les années 1860, poussés par la mode des mémoires plus ou moins apocryphes de combattants de la Révolution et de l’Empire, récupèrent ses manuscrits et les publient en trois volumes sous le titre Aventures et Combats, non sans réécriture partielle — Édouard Corbière est soupçonné d’avoir été l’un des « nègres » — quitte à rajouter quelques éléments rocambolesques : l’invraisemblable empoisonnement de Lhermitte à l'île de France, anecdote fantaisiste reprise par nombre de biographies sommaires du capitaine (il souffrit en fait de 1798 à sa mort d'une maladie tropicale, probablement une forme aiguë de paludisme) et la tortueuse histoire de la mort de Kernau par exemple ou à attribuer à Garneray des anecdotes survenues à d’autres personnages (le naufrage de l’Amphitrite) que, certes Garneray avait probablement consignées mais rien ne prouve qu’il se les était appropriées. D’où une réputation de manque de sérieux de ces mémoires. Pourtant, ses écrits, « sentant fort le goudron », tout au moins sur les années 1796-1800 et son très émouvant Mes Pontons constituent un témoignage irremplaçable sur la vie à bord d’une frégate, sur les combats de la campagne de Sercey, sur la vie à l’île de France, sur les croisières de la Preneuse et de la Confiance et sur l’enfer insalubre des mortels pontons britanniques. Si sa vision des événements est parfois un peu naïve, tout au plus peut-on lui reprocher d’être parfois, de son poste sur la dunette, quelque peu « Fabrice à Waterloo ». Après tout, un pilotin de 13 ans ou un aide timonier de 16, ne sont pas censés être dans le secret des états-majors, même si son éducation — il savait lire, ce qui n’était pas si fréquent sur un navire de guerre à la fin du XVIIIe siècle — et son talent naissant de peintre lui ont permis d’entretenir des relations avec certains officiers et capitaines et d’être considéré au-dessus de son rang de simple matelot. Ses aventures, écrites, réécrites, remaniées, édulcorées dans des éditions pour la jeunesse en font l’un des précurseurs du roman d’aventure maritime.

## Œuvres
Vues des côtes de France dans l'Océan et dans la Méditerranée , peintes et gravées par M. Louis Garneray, décrites par M. Étienne de Jouy, de l'Académie française. Paris: Panckoucke et Renouard, 1823-1832  L'ouvrage parut en 16 livraisons de 4 planches.  Illustré de 64 planches et 1 vignette montrant l'artiste dessinant sur une barque à l'entrée du port de Brest.

### Tableaux
- Le naufragé (huile sur toile, Musée des Beaux-Arts de Brest).
- La bataille de Navarin (Musée des Beaux-Arts de Narbonne)
- La pêche aux harengs, huile sur toile, 39 x 47 cm, musée des Beaux-Arts d'Orléans (disparu en juin 1940)[8].

### Œuvres littéraires
- Captivité de Louis Garneray, neuf années en Angleterre, mes pontons, ill. de l'auteur et Janet-Lange, coll. « Le Panthéon populaire illustré », Paris, Gustave Barba libraire-éditeur, vers 1850-1860.
- Voyages, aventures et combats ; nombreuses éditions, dont :
  - Édition revue pour la jeunesse par Victor Tissot, ill. d'Alfred Paris, coll. « Aventures, voyages, chasses et combats », Paris, Morot frères et Chuit, 1887.
  - Introduction de Jean François-Primo, Paris, Excelsior, 1933. In-12, 299 pages.
  - En 2 tomes, Éd. La roue solaire, 1944.
  - Ill. de J. Lechantre, Éd. Balzac, 1944.
  - Ill. de Timar, Éd. De la nouvelle France, 1944.
- Voyages, aventures et combats. Marins de Surcouf, Ill. de Timar, Collection La vie exaltante no 10, Éd. De la nouvelle France, 1945.
- Mes pontons. Neuf années de captivité, Introduction de Jean François-Primo. Excelsior, 1933. In-12, 247 pages.
- Le Négrier de Zanzibar, ill. Ch. Hallo, Éd. Mame, 1939.
- Mes Pontons - Suite - Aux mémoires d'un vrai matelot, Éd. Eugene Ardant et Cie,
- À l'abordage avec Surcouf, Éd. du Cercle d'Or chez J. de Gigord, Histoires et Histoire, 1946.
- Voyages et combats sur mer, Bibliothèque précieuse, Éd. Gründ, 1957.
- Corsaire de la République. Voyages, aventures et combats, Paris, Phébus, 1984 ; Rééd. Payot, 1991.
- Le Négrier de Zanzibar, Voyages, aventures et combats, Paris, Phébus, 1985 ; Rééd. Payot, 1992.
- Un corsaire au bagne. Mes pontons, Paris, Phébus, 1985 ; Rééd. Payot, 1992.
- Les Naufragés du Saint Antoine, Saint-Malo, l'Ancre de Marine, 2002  (ISBN 2-84141-178-8).
- Corsaires de Bretagne, Collectif dont Garneray, Éditions Astoure, 2004  (ISBN 978-2-84583-074-5).
- Scènes maritimes, en 2 tomes, Peintures, Éd. Découvrance, 2006.
- Moi, Garneray, artiste et corsaire, Mémoires présentées par D. Le Brun, Éd. Omnibus, 2011, 905 p.,  (ISBN 978-2-258- 08798-9).

Diverses éditions pour la jeunesse :
- La Prison flottante, neuf ans sur les pontons anglais, Souvenirs personnels de Louis Garneray, Officier de marine et peintre, Bibliothèque des Voyages et Aventures, Paris, Librairie Saint-Paul et Grammont (Belgique) Œuvre de Saint-Charles, vers 1900.
- La Prison flottante (Mes Pontons), adaptation et préface de Louis Saurel, Éd. Nathan, collection aventures et actions, 1945.
- Mes Pontons, édition revue pour la jeunesse par A. Lacabe-Plasteig, illustrations de Desroches, Librairie d'éducation nationale, Éditions Alcide Picard, Paris.
- Aventures et combats, Hachette, Bibliothèque verte, 1949.
- Un corsaire de quinze ans, Adaptation de Jean Sabran (= P. Berna), G. P. Rouge & or "Souveraine" no 33, 1950.
- Un marin de Surcouf, G.P. Rouge & or "Souveraine" no 42, 1950.
- À l'abordage, couverture illustrée par F. Craenhals, Éditions Marabout Junior no 5, vers 1950.
- Lieutenant de Surcouf, ill. Batet, Hachette, Bibliothèque verte, 1956.
- 15 histoires de corsaires, Girault Yvonne & Garneray Louis, collection 15 Histoires dirigée par Claude Appell, 1968.